# Der Hobbit: Die Schlacht der Fünf Heere
Der Hobbit: Die Schlacht der Fünf Heere (Originaltitel The Hobbit: The Battle of the Five Armies) ist ein neuseeländisch-US-amerikanischer Fantasyfilm des Regisseurs Peter Jackson und der letzte Teil der dreiteiligen Verfilmung des Romans Der Hobbit von J. R. R. Tolkien aus dem Jahr 1937. Er ist die Fortsetzung von Der Hobbit: Smaugs Einöde. Bei den drei Teilen handelt es sich um Prequels zu Peter Jacksons Der-Herr-der-Ringe-Trilogie.
Der Film spielt 60 Jahre vor Tolkiens Der Herr der Ringe und enthält einige Elemente aus den Anhängen dieses Romans. Der dritte Teil konzentriert sich auf die Schlacht der fünf Heere, eine Schlacht zwischen Elben, Zwergen und Menschen auf der einen und Orks und Wilden Wölfen auf der anderen Seite, sowie auf die Auswirkungen der „Drachenkrankheit“ auf Thorin.
Der Kinostart in Deutschland erfolgte am 10. Dezember 2014.

## Handlung
Nachdem Bilbo zusammen mit Thorin Eichenschild und den anderen zwölf Zwergen den Einsamen Berg erreicht hat und der dort ruhende Drache Smaug erwacht ist, fliegt dieser in Richtung der Seestadt Esgaroth, um sich an den dort lebenden Menschen wegen ihrer Unterstützung der Zwerge zu rächen. Die Menschen der Seestadt erblicken das nahende Ungetüm und versuchen verzweifelt, die Stadt zu evakuieren, doch der Drache erreicht die Stadt und verwandelt den Ort in ein flammendes Inferno. Der zuvor inhaftierte Bard kann sich aus seiner Zelle befreien und versucht Smaug mit Pfeil und Bogen beizukommen, doch die Bestie erweist sich gegen diese Waffen als unverwundbar. Erst mithilfe seines Sohnes Bain und mit einem letzten schwarzen Pfeil seines Vorfahren, des Fürsten der zerstörten Stadt Thal, kann er Smaug tödlich treffen. Der gewaltige Körper des Drachen stürzt in den Langen See, wobei das Boot des Bürgermeisters getroffen wird und dieser umkommt.
Als sich die Menschen von Esgaroth am nächsten Morgen am Ufer des Sees sammeln, rufen sie Bard zu ihrem Helden aus und ersuchen ihn um Führung und Unterstützung. Bard organisiert einen Treck der Überlebenden zur Ruinenstadt Thal am Fuß des Einsamen Berges, um dort Unterschlupf für den nahenden Winter zu suchen und um Thorin und seine Gefährten um Hilfe zu bitten. Kíli, Fíli, Oin und Bofur brechen nach Erebor auf, was für Kili einen schweren Abschied von Tauriel bedeutet; gleich darauf machen sich die Elbin, welche von König Thranduil aufgrund ihrer Untreue und ihrer Sympathien für Kili aus dem Elbenreich verbannt wurde, und ihr Gefährte Legolas auf den Weg zur alten Festung Gundabad des gefallenen Königreichs Angmar, um einer Spur zu folgen, die Legolas bei seiner Verfolgung von Bolg aus Esgaroth gefunden hat. Dort angekommen werden sie Zeuge, wie sich ein riesiges Orkheer unter Bolgs Kommando in Marsch setzt, um die Streitmacht von Bolgs Vater Azog, der bereits unterwegs zum Einsamen Berg ist, zu verstärken.
Im Einsamen Berg selbst aber bekommen die Zwerge indessen mit, wie die Drachenkrankheit, eine krankhafte Gier nach Gold und Macht, nach seinem Großvater Thrór nun auch allmählich von Thorin selbst Besitz ergreift und ihn zu einem selbstsüchtigen, paranoiden Ebenbild von Smaug verändert. Thorin lässt seine Gefährten den Schatzhort des Berges nach dem Arkenstein durchsuchen, nicht ahnend, dass Bilbo den Stein auf seiner Flucht vor Smaug hatte einstecken können. Im Angesicht der beunruhigenden Veränderungen in seinem Freund aber verheimlicht Bilbo den Zwergen, dass sich der Stein in seinem Besitz befindet.
Währenddessen wird Gandalf, der immer noch in Dol Guldur gefangen gehalten wird, von Radagast und den übrigen Mitgliedern des Weißen Rats befreit und in Sicherheit gebracht, und Sauron und seine Diener, die Nazgûl, werden von Galadriel nach Mordor zurückverbannt. Daraufhin bricht Gandalf sofort zum Einsamen Berg auf, um Thorins Gefolgschaft vor dem Anrücken der Orks zu warnen.
Mittlerweile trifft der Elbenkönig Thranduil mit seinem Heer in Thal ein, um sich – notfalls mit Gewalt – einen Schatz aus Erebor zu holen, der ihm einst von Thror verweigert wurde. Er hilft den Menschen aus Esgaroth mit Lebensmitteln und gewinnt dadurch Bards Unterstützung. Bard versucht noch, mit Thorin zu verhandeln, doch der neue König der Zwerge weigert sich, auch nur einen Teil des Schatzes herzugeben, und zettelt somit einen Krieg zwischen den Zwergen und den Menschen und Elben an. Bilbo, der diese Entwicklung nicht hinnehmen will, schleicht sich aus dem Berg und trifft im Lager der Menschen und Elben auf Gandalf, der Thranduil vergeblich vor der nahenden feindlichen Armee zu warnen versucht. Um Thorin zum Verhandeln zu zwingen, übergibt Bilbo ihnen freigiebig den Arkenstein. Diesen benutzen Bard und der Elbenkönig am folgenden Morgen, um Thorin dazu zu bringen, die Schätze des Berges mit ihnen zu teilen, und als Bilbo seinen Anteil an dieser Lage zugibt, wird er vom wütenden Thorin ausgestoßen.
Doch bevor es zu einer Vereinbarung kommen kann, trifft nun ein von Thorin herbeigerufenes Zwergenheer aus den Eisenbergen unter Führung von Thorins Vetter Dain am Einsamen Berg ein, um ihren Verwandten beizustehen. Das überraschende Eintreffen von Azogs Streitmacht am Fuße des Erebor unterbindet schnell die Streitigkeit zwischen den drei Völkern, und sie stellen sich gemeinsam der finsteren Armee zum Kampf; jedoch muss Bard bald seine Leute von der Schlacht abziehen, weil Azog einen Teil seiner Armee auch Thal angreifen lässt. Thorin verschanzt sich zuerst weiterhin im Berg, doch dann siegt sein Ehrgefühl über die Gier, und er führt seine Gefährten und das Heer Dains gegen Azogs Horden. Um den Kampf zeitig zu beenden, machen Thorin, Kili, Fili und Dwalin sich zu Azogs Stützpunkt auf dem nahen Rabenberg auf, um Azog zu töten. Dabei aber laufen sie Gefahr, von Bolg und dessen Heer, welche sich gerade aus dieser Richtung dem Berg nähern, überrannt zu werden, was die Zwerge jedoch nicht wissen.
Bilbo, der von Gandalf von der anrückenden feindlichen Verstärkung erfahren hat, eilt sofort zum Rabenberg, um Thorin zu warnen, und auch Tauriel und Legolas brechen dorthin auf. Trotz dieser Unterstützung laufen die Zwerge in eine Falle Azogs, in der Fíli ums Leben kommt, und auch Kíli wird von Bolg bei einem Versuch getötet, Tauriel vor ihm zu schützen. Es kommt zum Duell zwischen Legolas und Bolg sowie zwischen Thorin und Azog. Bolg wird schließlich von Legolas getötet; Thorin wird von Azog tödlich verletzt, kann aber seinem orkischen Todfeind den eigenen Todesstich versetzen. Als Bilbo den sterbenden Thorin findet, bittet dieser ihn mit seinen letzten Atemzügen um Vergebung, und die beiden scheiden in Frieden voneinander. Zusätzlich erscheinen auch die Großen Adler und Beorn auf dem Schlachtfeld und helfen dabei, den Kampf zu entscheiden.
Nach der Schlacht beauftragt Thranduil seinen Sohn Legolas, welcher sich weigert in den Düsterwald zurückzukehren, sich zu den Dúnedain zu begeben und dort nach einem jungen Menschen mit dem Namen „Streicher“ zu suchen. Dain wird der König unter dem Berge. Bilbo verabschiedet sich von den übrigen Zwergen und bricht mit Gandalf zusammen in Richtung Auenland auf, an dessen Grenze sich die beiden Freunde verabschieden. Dabei lässt Gandalf Bilbo wissen, dass er weiß, dass Bilbo einen Zauberring gefunden hat. Nachdem er im letzten Moment eine Versteigerung seines gesamten Hausrats stoppen kann, weil man ihn wegen seiner langen Abwesenheit für tot erklärt hatte, kehrt Bilbo, gefestigt von den Erfahrungen seines Abenteuers, wieder in sein altes Leben zurück. Das Ende der Handlung überspringt daraufhin sechzig Jahre bis zu dem Tag, an dem Bilbo seinen 111. Geburtstag feiert und seinen alten Freund Gandalf in Empfang nimmt.

## Unterschiede zum Buch
Neben neu erfundenen Figuren wie Tauriel, Alfrid, Sigrid und Tilda wurden auch einige wichtige Änderungen in der Handlung vorgenommen:
- Azog wurde im Buch von Dain Eisenfuß in der Schlacht von Azanulbizar vor den Toren vor Moria getötet, sodass er zur Zeit des Filmes schon lange nicht mehr lebt. Im Film verfolgt er die Zwerge und wird am Ende von Thorin auf einem vereisten See erstochen.
- Im Buch wird ein Nekromant erwähnt, um den Gandalf sich kümmern muss, als er sich am Rand des Düsterwalds von den Zwergen trennt. Im Film werden Dol Guldur und der Nekromant (Sauron) ausführlicher behandelt. Gegen ihn kämpfen Galadriel, Elrond und Saruman, von denen nur Elrond im Buch vorkommt.
- Radagast wird im Buch nur einmal erwähnt, im Film nimmt er an Gandalfs Rettung aus Dol Guldur und auf dem Rücken eines Adlers an der Schlacht der fünf Heere teil.
- Im Buch kommt Legolas nicht vor, und Bolg wird nicht von ihm, sondern von Beorn erschlagen.
- Im Buch wird die Orkfestung Gundabad nur einmal kurz erwähnt; im Film beobachten Tauriel und Legolas die Geschehnisse dort.
- Im Buch kommt es nicht zur Schlacht zwischen Zwergen, Elben und Menschen, bevor die Orks erscheinen. In der Extended Edition des Films scheinen bereits viele Elben und Zwerge zu sterben, bis die Schlacht durch das Erscheinen von Azogs Truppen unterbrochen wird.
- Im Buch wird nicht erwähnt, wie Thorin, Fili und Kili starben. Es heißt, die Brüder seien gestorben, als sie versuchten, ihren Anführer zu schützen, der im Buch erst nach der Schlacht seinen Verletzungen erliegt. Im Film wird der Tod von diesen dreien ausführlich gezeigt und bekommt besonders im Fall von Kili eine höhere Bedeutung.
- Wie oben erwähnt, erfährt man im Buch nicht, wie Thorin stirbt. Im Film wird er von Azog tödlich verwundet, bevor er ihn selbst ersticht.
- Im Film fordert Thranduil Legolas auf, sich nach Norden aufzumachen, um Streicher, einen Dúnadan, zu suchen. Im Buch findet dieses Gespräch nicht statt.
- Im Film stirbt der Bürgermeister von Seestadt, als der tote Smaug auf sein Boot fällt. Im Buch wird erzählt, dass er irgendwann nach der Schlacht aus Seestadt geflohen und in der Ödnis verhungert ist. In beiden Versionen versucht er jedoch, die Stadtkasse zu stehlen.

## Entstehung
Als Regisseur war ursprünglich Guillermo del Toro vorgesehen, während Peter Jackson als Produzent fungieren sollte. Wegen Verzögerungen, die durch finanzielle Probleme der Produktionsfirma Metro-Goldwyn-Mayer verursacht wurden, verließ del Toro das Filmprojekt im Mai 2010, was dazu führte, dass Jackson daraufhin als sein Nachfolger angekündigt wurde.

### Besetzung und Synchronisation
| Figur                      | Darsteller            | Deutscher Sprecher  |
| -------------------------- | --------------------- | ------------------- |
| Bilbo Beutlin              | Martin Freeman (jung) | Manuel Straube      |
| Bilbo Beutlin              | Ian Holm (alt)        | Mogens von Gadow    |
| Gandalf                    | Ian McKellen          | Eckart Dux          |
| Thorin Eichenschild        | Richard Armitage      | Torben Liebrecht    |
| Balin                      | Ken Stott             | Alexander Pelz      |
| Dwalin                     | Graham McTavish       | Tilo Schmitz        |
| Óin                        | John Callen           | Lutz Schnell        |
| Glóin                      | Peter Hambleton       | Uli Krohm           |
| Kíli                       | Aidan Turner          | Stefan Günther      |
| Fíli                       | Dean O’Gorman         | Tim Knauer          |
| Dori                       | Mark Hadlow           | Tobias Lelle        |
| Nori                       | Jed Brophy            | Hans-Georg Panczak  |
| Ori                        | Adam Brown            | Nic Romm            |
| Bifur                      | William Kircher       | Andreas Borcherding |
| Bofur                      | James Nesbitt         | Michael Lott        |
| Bombur                     | Stephen Hunter        | Gerhard Jilka       |
| Radagast                   | Sylvester McCoy       | Erich Ludwig        |
| Saruman                    | Christopher Lee       | Otto Mellies        |
| Galadriel                  | Cate Blanchett        | Dörte Lyssewski     |
| Elrond                     | Hugo Weaving          | Wolfgang Condrus    |
| Legolas                    | Orlando Bloom         | Philipp Moog        |
| Tauriel                    | Evangeline Lilly      | Ranja Bonalana      |
| Thranduil                  | Lee Pace              | Jaron Löwenberg     |
| Azog                       | Manu Bennett          | —                   |
| Bolg                       | John Tui              | —                   |
| Dain Eisenfuß              | Billy Connolly        | Axel Lutter         |
| Beorn                      | Mikael Persbrandt     | David Nathan        |
| Bard                       | Luke Evans            | Dominik Auer        |
| Bürgermeister von Esgaroth | Stephen Fry           | Alexander Duda      |
| Alfrid                     | Ryan Gage             | Axel Malzacher      |
| Bain                       | John Bell             | Patrick Roche       |
| Peridur                    | Nick Blake            | Jan Koester         |
| Hilda Bianca               | Sarah Peirse          | Dorothea Anzinger   |
| Tosser Grubb               | Merv Smith            | Hans-Rainer Müller  |
| Feren                      | Simon London          | —                   |
| Nekromant                  | Benedict Cumberbatch  | —                   |
| Smaug                      | Benedict Cumberbatch  | Sascha Rotermund    |

### Filmmusik
Die Filmmusik der Hobbit-Trilogie wurde, wie bereits bei der Der-Herr-der-Ringe-Trilogie, von Howard Shore komponiert. Die Aufnahmen dazu entstanden in der Townhall in Wellington mit dem New Zealand Symphony Orchestra. Der Credit-Song  The Last Goodbye des Films wird von dem Schauspieler Billy Boyd interpretiert.

## Veröffentlichung
Die Deutschlandpremiere war am 10. Dezember 2014; in Großbritannien war er ab dem 12. Dezember 2014, in den Vereinigten Staaten ab dem 17. Dezember 2014 zu sehen. Die Weltpremiere fand am 1. Dezember 2014 in London statt.
Insgesamt nahm der Film um die 956,02 Mio. US-Dollar ein, davon 255,1 Mio. US-Dollar in Nordamerika. In Deutschland wurden an den Kinokassen insgesamt 6.066.455 Tickets gelöst. Somit belegt Der Hobbit: Die Schlacht der Fünf Heere den 2. Platz der meistbesuchten Filme des Jahres 2014, nach Til Schweigers Honig im Kopf. In der Liste der weltweit erfolgreichsten Filme aller Zeiten belegt Der Hobbit: Die Schlacht der Fünf Heere derzeit Platz 66 (Stand: 19. April 2025).
Eine Extended Edition mit 20 Minuten neuem und ergänzendem Filmmaterial sowie mehreren Stunden Material von den Dreharbeiten und der Produktion kam in den USA im Oktober 2015 in die Kinos. In Deutschland erschien die Extended Edition am 26. November 2015 auf DVD und Blu-ray. Im Dezember 2020 erschien Die Schlacht der Fünf Heere, zusammen mit den anderen beiden Filmen der Trilogie, mit einer 4K-Bildauflösung als Extended Edition auf Blu-ray.

## Rezeption

### Kritik
Die Schlacht der fünf Heere erhielt ein verhaltenes Presseecho, was sich auch in den Auswertungen US-amerikanischer Aggregatoren widerspiegelt. So fallen die Bewertungen laut Metacritic im Mittel „Durchwachsen oder Durchschnittlich“ aus. Rotten Tomatoes erfasst ähnlich viele wohlwollende wie kritische Besprechungen und ordnet den Film dementsprechend als „Gammelig“ ein. Dort zog man das Fazit:

„Though somewhat overwhelmed by its own spectacle, The Hobbit: The Battle of the Five Armies ends Peter Jackson’s second Middle-earth trilogy on a reasonably satisfying note.“

„Gleichwohl überwältigt von seinem eigenen Spektakel, beendet Der Hobbit: Die Schlacht der Fünf Heere Peter Jacksons zweite Mittelerde-Trilogie halbwegs zufriedenstellend.“

Die deutsche Filmzeitschrift epd Film schrieb, Peter Jackson gehe „im finalen, dritten Teil das Pulver aus“. Er versuche, die „dramaturgische Stagnation mit quantitativen Mitteln zu kompensieren, wodurch sich der Kinogänger ans Fernsehen erinnert fühlt: ständig geschieht etwas, aber es geht nicht wirklich voran“. Dennoch schaffe er mit „einer ganz eigenen, beeindruckenden Ästhetik […] die Anmutung einer vorzeitlichen, mythologischen Welt“.
Felicitas Kleiner urteilte für den film-dienst, das Finale der Saga glänze „als fulminantes Fantasy-Kino voller Schlachtenpanoramen und Actionszenen, das die Figuren, ihre inneren Konflikte und emotionalen Beziehungen nie aus dem Blick verliert“. Tolkiens Kinderbuch wandle sich so „zur Kriegstragödie, die auch Raum für die Trauer um verlorene Leben lässt“.
Carsten Baumgardt vom Online-Filmmagazin Filmstarts meint in seinem Fazit, der Film sei ein „technisch erstklassiges Fantasy-Action-Abenteuer, das emotional unterentwickelt und erzählerisch monoton sein mag, aber immerhin die größte Schlacht der Reihe (vielleicht sogar der Kinogeschichte) und ein warmherziges Ende bietet“.

### Auszeichnungen
Der Film erhielt unter anderem eine Auszeichnung für den Truly Moving Picture Award. Bei den Critics’ Choice Movie Awards wurde er für das beste Make-up und die besten visuellen Effekte nominiert. Für den besten Tonschnitt erhielt der Film außerdem eine Oscar-Nominierung.